# City to City (band)
City to City was een Nederlandse band die in 1999 in één klap beroemd werd met de single The Road Ahead. City to City bestond uit de zangers en gitaristen Maarten van Praag (geboren op 5 juli 1975) en Alexander (Sandro) van Breemen, drummer Edja Crnogorcevic en toetsenist Emiel de Vries. De bandnaam is een verwijzing naar de stedennamen in de namen van de beide leden.

## Biografie
City to City werd opgericht in 1998, nadat Henk Temming (voormalig Het Goede Doel) Maarten van Praag hoorde zingen. Hij bracht Maarten van Praag in contact met Sandro van Breemen, die verbonden was aan de geluidsstudio van Sander van Herk en Henk Temming (Stu Stu Studio). Het nummer The road ahead (Miles of the unknown) werd door Rens van der Meer en Jan de Roos (van geluidsstudio Thrills Music & Sound) gemaakt voor een televisiecommercial van het automerk Mitsubishi en in eerste instantie ingezongen door Sandro. Omdat er zeer positief op gereageerd werd, besloot men het nummer opnieuw op te nemen met zang van Maarten erbij. De song was niet alleen een hit, het bleek ook een inspiratiebron voor veel mensen die op dat moment in een crisis verkeerden of zich op een kruispunt in hun leven bevonden en werd daarmee een evergreen in de Nederlandse popgeschiedenis. 
Het gelijknamige album The Road Ahead werd uitgebracht in 1999.
Na hun tweede single The Real World (Van Breemen) 2000 scoorde de groep nog een hit met House with Two Faces (Van Breemen). In 2000 werd nog een single uitgebracht, Into the Now (Kerns). 
De laatste single, Runaround, werd uitgebracht in 2001.

## Soloprojecten
In 2002 stapte Sandro van Breemen uit City to City en begon een nieuwe band, genaamd Plaeto waarna hij in 2006 de naam weer aannam die hij bij geboorte kreeg, Alexander. Na een ineenstorting door het egocentrische leven van een popartiest komt hij in aanraking met meditatie en Transcendental Living, het gedachtegoed van mysticus Abbahjí. Na een aantal jaren begon hij met het begeleiden van zangmeditaties en mystieke muziekrituelen.
Maarten richtte zich op zijn solocarrière en bracht diverse cd's uit onder zijn eigen naam.

## Reunion Concert
In 2015 werden de beide muzikanten gebeld door de redactie van de VARA met een uitnodiging voor een live optreden in het tv-programma De Wereld Draait Door.
Na de uitzending stroomden vanuit het land, via mail en Facebook reacties binnen van mensen die geraakt werden door de 1 minuut durende uitvoering van The Road Ahead. In diezelfde week vroeg Het Algemeen Dagblad in een interview of dit een reünie zou kunnen betekenen. 
De reacties waren zo overweldigend dat Alexander en Maarten serieus gingen nadenken over een bescheiden reünietour.
Deze tour heeft helaas nooit plaatsgevonden omdat Maarten en Alexander de subsidie niet rondkregen.

## Hitverloop
Toen The road ahead (Miles of the unknown) later op single werd uitgebracht, kwam het nummer uiteindelijk terecht op de eerste plaats van de Nederlandse hitparades. In de Top 40 kwam het nummer pas na twaalf weken op nummer 1 en bleef daar 4 weken staan. Het kwam bovendien op #1 terecht in het jaaroverzicht van 1999. In de Top 100-jaarlijst van bestverkochte singles van 1999 stond het op de 4e plaats. City to City wint een Edison voor Beste Nieuwkomer Nationaal.

## Discografie

### Albums
| Album met eventuele hitnotering(en) in de Nederlandse Album Top 100 | Datum van verschijnen | Datum van binnenkomst | Hoogste positie | Aantal weken | Opmerkingen |
| ------------------------------------------------------------------- | --------------------- | --------------------- | --------------- | ------------ | ----------- |
| The road ahead                                                      |                       | 20-11-1999            | 34              | 14           |             |

### Singles
| Single met eventuele hitnotering(en) in de Nederlandse Top 40 | Datum van verschijnen | Datum van binnenkomst | Hoogste positie | Aantal weken | Opmerkingen           |
| ------------------------------------------------------------- | --------------------- | --------------------- | --------------- | ------------ | --------------------- |
| The road ahead (Miles of the unknown)                         |                       | 10-07-1999            | 1(4wk)          | 28           | Hit van het jaar 1999 |
| The real world                                                |                       | 08-01-2000            | tip             | -            |                       |
| House with two faces                                          |                       | 25-11-2000            | 33              | 2            |                       |

### NPO Radio 2 Top 2000
| Nummer met noteringen in de NPO Radio 2 Top 2000 | '99  | '00 | '01 | '02 | '03 | '04 | '05 | '06 | '07 | '08 | '09  | '10  | '11  | '12  | '13  | '14  | '15  | '16  | '17  | '18  | '19  |
| ------------------------------------------------ | ---- | --- | --- | --- | --- | --- | --- | --- | --- | --- | ---- | ---- | ---- | ---- | ---- | ---- | ---- | ---- | ---- | ---- | ---- |
| The Road Ahead (Miles of the Unknown)            | 1999 | -   | 572 | 536 | 607 | 791 | 670 | 824 | 889 | 747 | 1380 | 1339 | 1243 | 1385 | 1526 | 1481 | 1353 | 1650 | 1937 | 1886 | 1574 |

1. ↑  Een '-' betekent dat het nummer niet was genoteerd en een vetgedrukt getal geeft de hoogste notering aan.
2. ↑  Deze tabel is bijgewerkt tot en met de laatste editie (2024).